# Дахлет-Нуадибу
Дахлет-Нуадибу (араб. ولاية داخلت نواذيبو‎, фр. Dakhlet Nouadhibou) — область в Мавритании.
- Административный центр — город Нуадибу.
- Площадь — 22 300 км², население — 75 976 человек (2000 год).

## География
Граничит с областями Адрар и Иншири, на севере с Западной Сахарой. На западе выходит к Атлантическому океану, где находится полуостров Рас-Нуадибу (Капо-Бланко). В заливе Аргуин находится остров Аргуин.

## Административно-территориальное деление
Область состоит из 1 департамента Нуадибу.